# Adobe After Effects
Adobe After Effects é um programa de criação de gráficos com movimento e efeitos visuais da empresa Adobe Systems.
É extensamente usado em pós-produção de vídeo, filmes, DVDs e produções da plataforma Flash.

## Descrição
After Effects usa um sistema de camadas dispostas em uma linha do tempo (timeline) para criar composição de vídeo e animações como arquivos de vídeo. Propriedades tais como posição e opacidade podem ser controladas independentemente para cada camada, e cada camada pode ter vários efeitos aplicados. Frequentemente chamado de “Photoshop do vídeo”, por sua flexibilidade e por permitir que os compositores alterem o vídeo vendo os ajustes, como o Photoshop faz com imagens, só pode ser usado em 64 bits (a partir da versão CS5).
Embora o After Effects possa criar imagens próprias, ele é geralmente utilizado com materiais compostos a partir de outras fontes para fazer animações gráficas. Por exemplo, com a foto de uma nave espacial e a imagem de estrelas no fundo, o After Effects poderia ser utilizado para colocar a nave na frente do fundo e animá-la para através das estrelas.
Cada imagem ou vídeo é uma camada na linha do tempo, de forma semelhante a um sistema de edição não-linear ou NLE. O After Effects, diferente dos NLE's, trabalha com orientação por camadas (layer-oriented) e os sistemas de edição não-linear utilizam orientação por faixa (track-oriented). Isto significa que, no After Effects, cada objeto de mídia (vídeo, clipe de áudio, imagem, etc) ocupa a sua própria pista; em contrapartida, NLE's usam um sistema em que cada objeto de mídia podem ocupar a mesma pista, já que elas não se sobrepõem no tempo. Esse sistema de orientação por faixas é mais adequado para edição e pode manter projetos de arquivos muito mais conciso. O sistema de orientação por camadas que o After Effects adota é adequado para o extensivo trabalho de efeitos e quadros chaves (keyframes). Embora outros programas de composição - especialmente aqueles que empregam árvores (tree) ou nós gráficos (node workflows), tais como o Apple Shake - sejam mais adequadas para gerenciar grandes volumes de objetos dentro de um composição, o After Effects é capaz de contornar um pouco essa desorganização escondendo camadas seletivamente (usando o Shy switch) ou pelo agrupamento em pré-composições. O After Effects tem um característico painel de Fluxograma, que é semelhante a árvore ou nó gráfico, mas esta perspectiva de uma composição é principalmente para fins de exibição e não é totalmente funcional. A interface principal consiste em vários painéis (janelas em versões anteriores ao After Effects 7.0). Três dos mais comumente usados são os painéis Projeto (Project), Composição (Composition) e Linha de tempo (Timeline). O painel Projeto funciona como uma pasta para importar itens de vídeos, clipes de áudio, imagens e outros arquivos. Os itens no painel Projeto são utilizados no painel Linha do tempo, onde o início e fim de cada camada pode ser ajustado. Os itens visíveis no atual momento do marcador na Linha do tempo são exibidas no painel Composição.
O After Effects integra-se a outros softwares da Adobe Systems com o Illustrator, Photoshop, Premiere Pro, Encore e Flash.

## Plug-ins
After Effects tem um extensivo suporte a plug-ins; e uma ampla gama de plug-ins de terceiros estão disponíveis. Há uma vasta variedade de estilos de plug-in existentes, tais como sistemas de partículas realistas para efeitos de chuva, neve, chamas, etc.
Usando plug-ins de terceiros, o After Effects pode criar efeitos 3D. Esses tipos de plug-ins 3D usam basicamente camadas 2D do After Effects. Gráficos do Adobe Illustrator também podem ser carregados e rendenizados em 3D usando plug-ins, tais como Zaxwerks 3D Invigorator Pro. Alguns fabricantes bem conhecidos de plug-in são Automatic Duck, Boris FX, Conoa, Cycore FX, Digieffects, Digital Anarchy, Digital Film Tools, The Foundry, FXhome, GenArts, GridIron Software, Noise Industries, RE:Vision Effects, Red Giant Software, Synthetic Aperture, Trapcode, Video Copilot, e Zaxwerks.
Além de efeitos 3D, existem plug-ins para fazer filme ou vídeo parecido com desenhos animados; simular fogo, fumaça, ou água; sistemas de partículas; movimentos lentos; calcular o movimento de 3D de uma câmera de vídeo 2D em um trecho; eliminar cintilação, ruído, ou aparelhamento de linhas; interpretando timelines do Final Cut Pro ou Avid; acrescentando correção de cor high-end e outras melhorias e efeitos visuais.

## Produtos Similares
Os concorrente do After Effects mais conhecidos são: Combustion, e Flame  da Autodesk; Shake e Motion da Apple Inc.; Digital Fusion da eyeon Software; Nuke da The Foundry; Fusion da Blackmagic Design; Boris RED, Boris BLUE, Boris FX e Boris Graffiti da Boris Fx. Como alternativa em código aberto existe o CineFX, embora suas funcionalidades sejam limitadas se comparadas ao Adobe After Effects e similares.